# Campeonato Mundial de Handebol Feminino de 2021
O Campeonato Mundial de Handebol Feminino de 2021 foi a 25ª edição do evento organizado pela Federação Internacional de Handebol (IHF), realizado na Espanha entre os dias 01 a 19 de dezembro de 2021.
Este foi o primeiro Campeonato de Handebol com 32 equipes em vez de 24.. A Holanda é a atual campeã, após vencer pela primeira vez no Japão 2019.

## Candidaturas
Dois países disputaram o direito de organizar o Campeonato Mundial Feminino de Handebol de 2021. A Federação Internacional de Handebol decidiu que o processo de votação ocorreria durante o Campeonato Mundial de Handebol Masculino de 2017.
- Espanha
- Hungria

O Campeonato Mundial Feminino de Handebol de 2021 foi concedido à Espanha por voto secreto dos membros do Conselho da IHF.

## Formato
O novo formato terá 32 seleções divididas em oito grupos de quatro times cada. Os três primeiros de cada grupo irão para a segunda fase, enquanto os times classificados em último em seus grupos da rodada preliminar jogam a Copa do Presidente. As 24 equipes classificadas na primeira fase são divididas em quatro grupos de seis equipes cada. As duas primeiras equipes de cada grupo avançam para as quartas de final, com os vencedores disputando a semifinal e final.

## Sedes
A seguir estão todos os locais e cidades-sede que serão usados. 
| Granollers                                      | Llíria                                                  |
| ----------------------------------------------- | ------------------------------------------------------- |
| Palau d'Esports de Granollers Capacidade: 5.685 | Poliesportiu Pla de L'Arc Capacidade: 4.200             |
|                                                 |                                                         |
| Castelló                                        | Torrevieja                                              |
| Pabellón Ciutat de Castelló Capacidade: 5.263   | Palacio de los Deportes de Torrevieja Capacidade: 4.500 |
|                                                 |                                                         |

## Qualificação
| Competição                                | Datas                          | Sedes          | Vagas   | Qualificados |
| ----------------------------------------- | ------------------------------ | -------------- | ------- | --- |
| País-Sede                                 | 28 Janeiro 2017                | França         | 1       | Espanha |
| Japão 2019                                | 30 Novembro – 15 Dezembro 2019 | Japão          | 1       | Países Baixos |
| Campeonato Europeu de 2020                | 3–20 Dezembro 2020             | Dinamarca      | 4       | Croácia · Dinamarca · França · Noruega                                                                                    |
| Repescagem Europeia                       | 19 Março – 21 Abril 2021       | Várias         | 10      | Áustria · Chéquia · Alemanha · Hungria · Montenegro · Romênia · Federação Russa Handebol[1] · Sérvia · Eslovênia · Suécia |
| Campeonato Africano de 2021               | 8–18 Junho 2021                | Camarões       | 4       | Angola · Camarões · Congo · Tunísia                                                                                       |
| Campeonato Nor.Ca. de 2021                | 22–25 Agosto 2021              | Estados Unidos | 1       | Porto Rico |
| Campeonato Asiático 2021                  | 15–25 Setembro 2021            | Jordânia       | 5       | Irã · Japão · Cazaquistão · Coreia do Sul · Uzbequistão                                                                   |
| Campeonato Sul e Centro-Americano de 2021 | 5–9 Outubro 2021               | Paraguai       | 3       | Argentina · Brasil · Paraguai                                                                                             |
| Oceania                                   | 8 Agosto 2021                  | N/A            | 0[2][3] | Cancelado |
| Wild card                                 | 8 Agosto 2021                  | N/A            | 2[2][3] | Eslováquia · Polônia |
| Wild card                                 | 23 Setembro 2021               | N/A            | 1[4]    | China |

↑ 1. Em 9 de dezembro de 2019, a Agência Mundial Antidopagem (WADA) baniu a Rússia de todos os esportes internacionais por um período de quatro anos, após o governo russo ter adulterado dados laboratoriais que forneceu à WADA em janeiro de 2019 como condição da Agência Antidopagem Russa sendo reinstaurada. Posteriormente, a Rússia entrou com um recurso no Tribunal de Arbitragem do Esporte (CAS) contra a decisão da WADA.Depois de analisar o caso na apelação, o CAS decidiu em 17 de dezembro de 2020 reduzir a penalidade que a WADA impôs à Rússia. Em vez de banir a Rússia de eventos esportivos, a decisão permitiu que os atletas russos participassem das Olimpíadas e outros eventos internacionais, mas por um período de dois anos, a equipe não pode usar o nome, bandeira ou hino russo e deve se apresentar como "Neutro Atleta "ou" Equipe Neutra ". A decisão permite que os uniformes das equipes exibam "Rússia" no uniforme, bem como o uso das cores da bandeira russa no design do uniforme, embora o nome deva ter predominância igual à designação "Atleta Neutro/Equipe". Assim como a seleção masculina, a seleção feminina russa jogará com o nome alternativo do órgão regulador doméstico do esporte, a Federação de Handebol da Rússia.
↑ 2. Desde 2018 os países da Oceania (Austrália e Nova Zelândia) participam do Campeonato Asiático: se um deles terminar entre os cinco primeiros, se classifica para o Campeonato Mundial. Caso contrário, o lugar será transferido para o wild card.
↑ 3. Uma vez que a Oceania não registrou uma equipe para o próximo evento de qualificação asiática, o Conselho da IHF concedeu dois Wild Cards para o Campeonato Mundial Feminino IHF de 2021 na Espanha, a saber, às Federações Nacionais da Eslováquia e da Polônia.
↑ 4. Como o torneio asiático de 2021 foi disputado apenas com 11 times em vez de 12, apenas cinco times se classificaram e um wild card foi concedido à China.

### Histórico dos Classificados
| País                     | Qualificado como                          | Qualificado em   | Participações anteriores1, 2 |
| ------------------------ | ----------------------------------------- | ---------------- | --- |
| Espanha                  | Sede                                      | 28 Janeiro 2017  | 10 (1993, 2001, 2003, 2007, 2009, 2011, 2013, 2015, 2017, 2019)                                                                                     |
| Países Baixos            | Campeão                                   | 15 Dezembro 2019 | 12 (1971, 1973, 1978, 1986, 1999, 2001, 2005, 2011, 2013, 2015, 2017, 2019)                                                                         |
| Noruega                  | Campeonato Europeu de 2020                | 12 Dezembro 2020 | 20 (1971, 1973, 1975, 1982, 1986, 1990, 1993, 1995, 1997, 1999, 2001, 2003, 2005, 2007, 2009, 2011, 2013, 2015, 2017, 2019)                         |
| França                   | Campeonato Europeu de 2020                | 12 Dezembro 2020 | 14 (1986, 1990, 1997, 1999, 2001, 2003, 2005, 2007, 2009, 2011, 2013, 2015, 2017, 2019)                                                             |
| Croácia                  | Campeonato Europeu de 2020                | 12 Dezembro 2020 | 6 (1995, 1997, 2003, 2005, 2007, 2011) |
| Dinamarca                | Campeonato Europeu de 2020                | 12 Dezembro 2020 | 21 (1957, 1962, 1965, 1971, 1973, 1975, 1990, 1993, 1995, 1997, 1999, 2001, 2003, 2005, 2009, 2011, 2013, 2015, 2017, 2019)                         |
| Hungria                  | Repescagem Europeia                       | 18 Abril 2021    | 22 (1957, 1962, 1965, 1971, 1973, 1975, 1978, 1982, 1986, 1993, 1995, 1997, 1999, 2001, 2003, 2005, 2007, 2009, 2013, 2015, 2017, 2019)             |
| Montenegro               | Repescagem Europeia                       | 20 Abril 2021    | 5 (2011, 2013, 2015, 2017, 2019) |
| Alemanha                 | Repescagem Europeia                       | 20 Abril 2021    | 12 (1993, 1995, 1997, 1999, 2003, 2005, 2007, 2009, 2011, 2013, 2015, 2017, 2019)                                                                   |
| Áustria                  | Repescagem Europeia                       | 20 Abril 2021    | 12 (1957, 1986, 1990, 1993, 1995, 1997, 1999, 2001, 2003, 2005, 2007, 2009)                                                                         |
| Federação Russa Handebol | Repescagem Europeia                       | 20 Abril 2021    | 13 (1993, 1995, 1997, 1999, 2001, 2003, 2005, 2007, 2009, 2011, 2015, 2017, 2019)                                                                   |
| Chéquia                  | Repescagem Europeia                       | 20 Abril 2021    | 6 (1995, 1997, 1999, 2003, 2013, 2017) |
| Romênia                  | Repescagem Europeia                       | 21 Abril 2021    | 24 (1957, 1962, 1965, 1971, 1973, 1975, 1978, 1982, 1986, 1990, 1993, 1995, 1997, 1999, 2001, 2003, 2005, 2007, 2009, 2011, 2013, 2015, 2017, 2019) |
| Sérvia                   | Repescagem Europeia                       | 21 Abril 2021    | 4 (2013, 2015, 2017, 2019) |
| Suécia                   | Repescagem Europeia                       | 21 Abril 2021    | 10 (1957, 1990, 1993, 1995, 2001, 2009, 2011, 2015, 2017, 2019)                                                                                     |
| Eslovênia                | Repescagem Europeia                       | 21 Abril 2021    | 6 (1997, 2001, 2003, 2005, 2017, 2019) |
| Angola                   | Campeonato Africano de 2021               | 15 Junho 2021    | 15 (1990, 1993, 1995, 1997, 1999, 2001, 2003, 2005, 2007, 2009, 2011, 2013, 2015, 2017, 2019)                                                       |
| Tunísia                  | Campeonato Africano de 2021               | 15 Junho 2021    | 9 (1975, 2001, 2003, 2007, 2009, 2011, 2013, 2015, 2017)                                                                                            |
| Congo                    | Campeonato Africano de 2021               | 15 Junho 2021    | 5 (1982, 1999, 2001, 2007, 2009) |
| Camarões                 | Campeonato Africano de 2021               | 15 Junho 2021    | 2 (2005, 2017) |
| Eslováquia               | Wild card                                 | 8 Agosto 2021    | 1 (1995) |
| Polônia                  | Wild card                                 | 8 Agosto 2021    | 16 (1957, 1962, 1965, 1973, 1975, 1978, 1986, 1990, 1993, 1997, 1999, 2005, 2007, 2013, 2015, 2017)                                                 |
| Porto Rico               | Campeonato Nor.Ca. de 2021                | 25 Agosto 2021   | 1 (2015) |
| Cazaquistão              | Campeonato Asiático de 2021               | 19 Setembro 2021 | 5 (2007, 2009, 2011, 2015, 2019) |
| Coreia do Sul            | Campeonato Asiático de 2021               | 19 Setembro 2021 | 18 (1978, 1982, 1986, 1990, 1993, 1995, 1997, 1999, 2001, 2001, 2003, 2005, 2007, 2009, 2011, 2013, 2015, 2017, 2019)                               |
| Irã                      | Campeonato Asiático de 2021               | 21 Setembro 2021 | 0 (Estreante) |
| Japão                    | Campeonato Asiático de 2021               | 21 Setembro 2021 | 19 (1962, 1965, 1971, 1973, 1975, 1986, 1995, 1997, 1999, 2001, 2003, 2005, 2007, 2009, 2011, 2013, 2015, 2017, 2019)                               |
| China                    | Wild card                                 | 23 Setembro 2021 | 16 (1986, 1990, 1993, 1995, 1997, 1999, 2001, 2003, 2005, 2007, 2009, 2011, 2013, 2015, 2017, 2019)                                                 |
| Uzbequistão              | Campeonato Asiático de 2021               | 25 Setembro 2021 | 1 (1997) |
| Argentina                | Campeonato Sul e Centro-Americano de 2021 | 7 Outubro 2021   | 10 (1999, 2003, 2005, 2007, 2009, 2011, 2013, 2015, 2017, 2019)                                                                                     |
| Brasil                   | Campeonato Sul e Centro-Americano de 2021 | 7 Outubro 2021   | 13 (1995, 1997, 1999, 2001, 2003, 2005, 2007, 2009, 2011, 2013, 2015, 2017, 2019)                                                                   |
| Paraguai                 | Campeonato Sul e Centro-Americano de 2021 | 9 Outubro 2021   | 3 (2007, 2013, 2017) |

1. ↑  Competiu como   Rússia 1993–2019.

## Sorteio
O sorteio aconteceu no dia 12 de agosto de 2021 em Castellón, na Espanha.

### Potes
Os potes e o formato do sorteio foram anunciados em 08 de agosto de 2021. Como organizadora, a Espanha teve o direito de escolher o seu grupo. As seleções asiáticas, norte-americanas e sul-americanas não eram conhecidas na época do sorteio.
| Pote 1 | Pote 2                                                                               | Pote 3                                                                                  | Pote 4                                                                            |
| --- | ------------------------------------------------------------------------------------ | --------------------------------------------------------------------------------------- | --------------------------------------------------------------------------------- |
| - Países Baixos - Noruega - Espanha} - França - Croácia - Dinamarca - Federação Russa Handebol - Alemanha | - Montenegro - Hungria - Suécia - Coreia do Sul - Japão - Romênia - Sérvia - Áustria | - Angola - Brasil - Argentina - Camarões - Chéquia - Tunísia - Porto Rico - Cazaquistão | - Irã - Eslováquia - Eslovênia - Uzbequistão - China - Congo - Paraguai - Polônia |

## Árbitros
Os pares de árbitros foram selecionados em 12 de outubro de 2021.
| Árbitros             | Árbitros                        |
| -------------------- | ------------------------------- |
| Argélia              | Yousef Belkhiri Sid Ali Hamidi  |
| Argentina            | María Paolantoni Mariana García |
| Bósnia e Herzegovina | Amar Konjičanin Dino Konjičanin |
| Croácia              | Davor Lončar Zoran Lončar       |
| Dinamarca            | Karina Christiansen Line Hansen |
| Egito                | Yasmina El-Saied Heidy El-Saied |
| França               | Karim Gasmi Raouf Gasmi         |
| Alemanha             | Maike Merz Tanja Kuttler        |
| Moldávia             | Alexei Covalciuc Igor Covalciuc |

| Árbitros      | Árbitros                            |
| ------------- | ----------------------------------- |
| Montenegro    | Novica Mitrović Miljan Vešović      |
| Portugal      | Marta Sá Vânia Sá                   |
| Roménia       | Cristina Năstase Simona Stancu      |
| Rússia        | Viktoria Alpaidze Tatiana Berezkina |
| Sérvia        | Marko Sekulić Vladimir Jovandić     |
| Coreia do Sul | Koo Bo-ok Lee Se-ok                 |
| Espanha       | Javier Álvarez Ion Bustamante       |
| Tunísia       | Samir Krichen Samir Makhlouf        |
| Turquia       | Kürşad Erdoğan İbrahim Özdeniz      |

## Fase preliminar
Todos as partidas estão no fuso oficial de Brasilia.
|  | Qualificadas para a Fase Principal da competição |
|  | Disputam os jogos da Copa do Presidente          |

Critérios de desempate: 1) pontos; 2) confronto direto; 3) diferença de gols no confronto direto; 4) número de gols feitos no confronto direto; 5) diferença de gols.

### Grupo A
| Pos | Equipe     | Pts | J | V | E | D | GP | GC | SG  |
| --- | ---------- | --- | - | - | - | - | -- | -- | --- |
| 1   | França     | 6   | 3 | 3 | 0 | 0 | 83 | 57 | +26 |
| 2   | Eslovênia  | 3   | 3 | 1 | 1 | 1 | 71 | 72 | −1  |
| 3   | Montenegro | 2   | 3 | 1 | 0 | 2 | 67 | 72 | −5  |
| 4   | Angola     | 1   | 3 | 0 | 1 | 2 | 65 | 85 | −20 |

| 03 Dezembro 2021 14:00 | França           | 30–20     | Angola     | Palau d'Esports de Granollers, Granollers Público: 791 Árbitros: Lončar, Lončar |
| 03 Dezembro 2021 14:00 | Foppa, Granier 4 | (13–9)    | Venâncio 5 | Palau d'Esports de Granollers, Granollers Público: 791 Árbitros: Lončar, Lončar |
| 03 Dezembro 2021 14:00 | 4×               | Relatório | 7× 1×      | Palau d'Esports de Granollers, Granollers Público: 791 Árbitros: Lončar, Lončar |

| 03 Dezembro 2021 16:30 | Montenegro  | 18–28     | Eslovênia | Palau d'Esports de Granollers, Granollers Público: 1.007 Árbitros: Álvarez, Bustamante |
| 03 Dezembro 2021 16:30 | Radičević 7 | (8–16)    | Gros 6    | Palau d'Esports de Granollers, Granollers Público: 1.007 Árbitros: Álvarez, Bustamante |
| 03 Dezembro 2021 16:30 | 4× 1×       | Relatório | 5×        | Palau d'Esports de Granollers, Granollers Público: 1.007 Árbitros: Álvarez, Bustamante |

| 05 Dezembro 2021 14:00 | Eslovênia | 18–29     | França      | Palau d'Esports de Granollers, Granollers Público: 1.211 Árbitros: Sá, Sá |
| 05 Dezembro 2021 14:00 | Varagić 6 | (8–13)    | Nze Minko 6 | Palau d'Esports de Granollers, Granollers Público: 1.211 Árbitros: Sá, Sá |
| 05 Dezembro 2021 14:00 | 5× 1×     | Relatório | 3× 1×       | Palau d'Esports de Granollers, Granollers Público: 1.211 Árbitros: Sá, Sá |

| 05 Dezembro 2021 16:30 | Montenegro   | 30–20     | Angola   | Palau d'Esports de Granollers, Granollers Público: 1.310 Árbitros: García, Paolantoni |
| 05 Dezembro 2021 16:30 | Radičević 12 | (11–9)    | Guialo 6 | Palau d'Esports de Granollers, Granollers Público: 1.310 Árbitros: García, Paolantoni |
| 05 Dezembro 2021 16:30 | 2× 1×        | Relatório | 2× 1×    | Palau d'Esports de Granollers, Granollers Público: 1.310 Árbitros: García, Paolantoni |

| 07 Dezembro 2021 14:00 | Angola    | 25–25     | Eslovênia | Palau d'Esports de Granollers, Granollers Público: 1.450 Árbitros: Stancu, Lovin |
| 07 Dezembro 2021 14:00 | Pascoal 7 | (14–13)   | Gros 12   | Palau d'Esports de Granollers, Granollers Público: 1.450 Árbitros: Stancu, Lovin |
| 07 Dezembro 2021 14:00 | 2×        | Relatório | 2× 1×     | Palau d'Esports de Granollers, Granollers Público: 1.450 Árbitros: Stancu, Lovin |

| 07 Dezembro 2021 16:30 | França      | 24–19     | Montenegro  | Palau d'Esports de Granollers, Granollers Público: 2.481 Árbitros: Belkhiri, Hamidi |
| 07 Dezembro 2021 16:30 | Lassource 6 | (12–12)   | Radičević 7 | Palau d'Esports de Granollers, Granollers Público: 2.481 Árbitros: Belkhiri, Hamidi |
| 07 Dezembro 2021 16:30 | 2× 3×       | Relatório | 4× 1×       | Palau d'Esports de Granollers, Granollers Público: 2.481 Árbitros: Belkhiri, Hamidi |

### Grupo B
| Pos | Equipe          | Pts | J | V | E | D | GP | GC  | SG  |
| --- | --------------- | --- | - | - | - | - | -- | --- | --- |
| 1   | Federação Russa | 6   | 3 | 3 | 0 | 0 | 98 | 63  | +35 |
| 2   | Sérvia          | 4   | 3 | 2 | 0 | 1 | 90 | 71  | +19 |
| 3   | Polônia         | 2   | 3 | 1 | 0 | 2 | 77 | 70  | +7  |
| 4   | Camarões        | 0   | 3 | 0 | 0 | 3 | 55 | 116 | −61 |

| 03 Dezembro 2021 14:00 | Federação Russa | 40–18     | Camarões | Poliesportiu Pla de L'Arc, Llíria Público: 690 Árbitros: Koo, Lee |
| 03 Dezembro 2021 14:00 | Markova 6       | (17–10)   | Ekoh 4   | Poliesportiu Pla de L'Arc, Llíria Público: 690 Árbitros: Koo, Lee |
| 03 Dezembro 2021 14:00 | 3×              | Relatório | 3×       | Poliesportiu Pla de L'Arc, Llíria Público: 690 Árbitros: Koo, Lee |

| 03 Dezembro 2021 16:30 | Sérvia       | 25–21     | Polônia  | Poliesportiu Pla de L'Arc, Llíria Público: 1.067 Árbitros: Gasmi, Gasmi |
| 03 Dezembro 2021 16:30 | Janjušević 7 | (16–13)   | Rosiak 6 | Poliesportiu Pla de L'Arc, Llíria Público: 1.067 Árbitros: Gasmi, Gasmi |
| 03 Dezembro 2021 16:30 | 4× 1×        | Relatório | 4× 2×    | Poliesportiu Pla de L'Arc, Llíria Público: 1.067 Árbitros: Gasmi, Gasmi |

| 05 Dezembro 2021 14:00 | Polônia  | 23–26     | Federação Russa | Poliesportiu Pla de L'Arc, Llíria Público: 1.166 Árbitros: Christiansen, Hansen |
| 05 Dezembro 2021 14:00 | Rosiak 8 | (10–16)   | Ilina 8         | Poliesportiu Pla de L'Arc, Llíria Público: 1.166 Árbitros: Christiansen, Hansen |
| 05 Dezembro 2021 14:00 | 2×       | Relatório | 3× 1×           | Poliesportiu Pla de L'Arc, Llíria Público: 1.166 Árbitros: Christiansen, Hansen |

| 05 Dezembro 2021 16:30 | Sérvia      | 43–18     | Camarões | Poliesportiu Pla de L'Arc, Llíria Público: 1.086 Árbitros: Belkhiri, Hamidi |
| 05 Dezembro 2021 16:30 | M. Agbaba 7 | (19–9)    | Ekoh 7   | Poliesportiu Pla de L'Arc, Llíria Público: 1.086 Árbitros: Belkhiri, Hamidi |
| 05 Dezembro 2021 16:30 | 1×          | Relatório | 6× 1×    | Poliesportiu Pla de L'Arc, Llíria Público: 1.086 Árbitros: Belkhiri, Hamidi |

| 07 Dezembro 2021 14:00 | Camarões | 19–33     | Polônia  | Poliesportiu Pla de L'Arc, Llíria Público: 1.179 Árbitros: Sá, Sá |
| 07 Dezembro 2021 14:00 | Ekoh 9   | (7–16)    | Roszak 9 | Poliesportiu Pla de L'Arc, Llíria Público: 1.179 Árbitros: Sá, Sá |
| 07 Dezembro 2021 14:00 | 6×       | Relatório | 4×       | Poliesportiu Pla de L'Arc, Llíria Público: 1.179 Árbitros: Sá, Sá |

| 07 Dezembro 2021 16:30 | Federação Russa | 32–22     | Sérvia                   | Poliesportiu Pla de L'Arc, Llíria Público: 1.500 Árbitros: Merz, Kuttler |
| 07 Dezembro 2021 16:30 | Managarova 7    | (15–9)    | Radojević, Stoiljković 4 | Poliesportiu Pla de L'Arc, Llíria Público: 1.500 Árbitros: Merz, Kuttler |
| 07 Dezembro 2021 16:30 | 3×              | Relatório | 5× 2× 1×                 | Poliesportiu Pla de L'Arc, Llíria Público: 1.500 Árbitros: Merz, Kuttler |

### Grupo C
| Pos | Equipe      | Pts | J | V | E | D | GP  | GC  | SG  |
| --- | ----------- | --- | - | - | - | - | --- | --- | --- |
| 1   | Noruega     | 6   | 3 | 3 | 0 | 0 | 120 | 49  | +71 |
| 2   | Romênia     | 4   | 3 | 2 | 0 | 1 | 99  | 61  | +38 |
| 3   | Cazaquistão | 2   | 3 | 1 | 0 | 2 | 66  | 109 | −43 |
| 4   | Irã         | 0   | 3 | 0 | 0 | 3 | 45  | 111 | −66 |

| 03 Dezembro 2021 14:00 | Romênia        | 39–11     | Irã           | Pabellón Ciutat de Castelló, Castelló Público: 600 Árbitros: Alpaidze, Berezkina |
| 03 Dezembro 2021 14:00 | Dincă, Laslo 6 | (20–3)    | Vatanparast 6 | Pabellón Ciutat de Castelló, Castelló Público: 600 Árbitros: Alpaidze, Berezkina |
| 03 Dezembro 2021 14:00 | 1×             | Relatório | 2× 1×         | Pabellón Ciutat de Castelló, Castelló Público: 600 Árbitros: Alpaidze, Berezkina |

| 03 Dezembro 2021 16:30 | Noruega  | 46–18     | Cazaquistão   | Pabellón Ciutat de Castelló, Castelló Público: 900 Árbitros: Erdoğan, Özdeniz |
| 03 Dezembro 2021 16:30 | Hovden 7 | (24–10)   | Alexandrova 7 | Pabellón Ciutat de Castelló, Castelló Público: 900 Árbitros: Erdoğan, Özdeniz |
| 03 Dezembro 2021 16:30 | 3×       | Relatório |               | Pabellón Ciutat de Castelló, Castelló Público: 900 Árbitros: Erdoğan, Özdeniz |

| 05 Dezembro 2021 14:00 | Romênia | 38–17     | Cazaquistão   | Pabellón Ciutat de Castelló, Castelló Público: 1.200 Árbitros: El-Saied, El-Saied |
| 05 Dezembro 2021 14:00 | Moisă 6 | (14–9)    | Alexandrova 8 | Pabellón Ciutat de Castelló, Castelló Público: 1.200 Árbitros: El-Saied, El-Saied |
| 05 Dezembro 2021 14:00 | 3×      | Relatório | 1×            | Pabellón Ciutat de Castelló, Castelló Público: 1.200 Árbitros: El-Saied, El-Saied |

| 05 Dezembro 2021 16:30 | Irã                       | 9–41      | Noruega            | Pabellón Ciutat de Castelló, Castelló Público: 850 Árbitros: Konjičanin, Konjičanin |
| 05 Dezembro 2021 16:30 | Abbasi, Norouzi, Bapiri 2 | (3–22)    | Røsberg Jacobsen 7 | Pabellón Ciutat de Castelló, Castelló Público: 850 Árbitros: Konjičanin, Konjičanin |
| 05 Dezembro 2021 16:30 | 3×                        | Relatório | 1×                 | Pabellón Ciutat de Castelló, Castelló Público: 850 Árbitros: Konjičanin, Konjičanin |

| 07 Dezembro 2021 14:00 | Cazaquistão   | 31–25     | Irã       | Pabellón Ciutat de Castelló, Castelló Público: 1.400 Árbitros: García, Paolantoni |
| 07 Dezembro 2021 14:00 | Alexandrova 8 | (14–10)   | Kianara 6 | Pabellón Ciutat de Castelló, Castelló Público: 1.400 Árbitros: García, Paolantoni |
| 07 Dezembro 2021 14:00 | 6×            | Relatório | 4×        | Pabellón Ciutat de Castelló, Castelló Público: 1.400 Árbitros: García, Paolantoni |

| 07 Dezembro 2021 16:30 | Noruega         | 33–22     | Romênia | Pabellón Ciutat de Castelló, Castelló Público: 3.200 Árbitros: Mitrović, Vešović |
| 07 Dezembro 2021 16:30 | Brattset Dale 7 | (17–11)   | Laslo 6 | Pabellón Ciutat de Castelló, Castelló Público: 3.200 Árbitros: Mitrović, Vešović |
| 07 Dezembro 2021 16:30 | 2×              | Relatório | 4× 2×   | Pabellón Ciutat de Castelló, Castelló Público: 3.200 Árbitros: Mitrović, Vešović |

### Grupo D
| Pos | Equipe        | Pts | J | V | E | D | GP  | GC  | SG  |
| --- | ------------- | --- | - | - | - | - | --- | --- | --- |
| 1   | Países Baixos | 5   | 3 | 2 | 1 | 0 | 144 | 63  | +81 |
| 2   | Suécia        | 5   | 3 | 2 | 1 | 0 | 125 | 56  | +69 |
| 3   | Porto Rico    | 2   | 3 | 1 | 0 | 2 | 55  | 127 | −72 |
| 4   | Uzbequistão   | 0   | 3 | 0 | 0 | 3 | 56  | 134 | −78 |

| 03 Dezembro 2021 14:00 | Países Baixos              | 55–15     | Porto Rico | Palacio de los Deportes de Torrevieja, Torrevieja Público: 548 Árbitros: Covalciuc, Covalciuc |
| 03 Dezembro 2021 14:00 | Vollebregt, Van Wetering 8 | (23–6)    | Ceballos 5 | Palacio de los Deportes de Torrevieja, Torrevieja Público: 548 Árbitros: Covalciuc, Covalciuc |
| 03 Dezembro 2021 14:00 | 1×                         | Relatório |            | Palacio de los Deportes de Torrevieja, Torrevieja Público: 548 Árbitros: Covalciuc, Covalciuc |

| 03 Dezembro 2021 16:30 | Suécia  | 46–15     | Uzbequistão                    | Palacio de los Deportes de Torrevieja, Torrevieja Público: 1.138 Árbitros: Sekulić, Jovandić |
| 03 Dezembro 2021 16:30 | Lerby 6 | (22–11)   | Khudoykulova, Razakbergenova 3 | Palacio de los Deportes de Torrevieja, Torrevieja Público: 1.138 Árbitros: Sekulić, Jovandić |
| 03 Dezembro 2021 16:30 | 1×      | Relatório | 1×                             | Palacio de los Deportes de Torrevieja, Torrevieja Público: 1.138 Árbitros: Sekulić, Jovandić |

| 05 Dezembro 2021 11:30 | Suécia    | 48–10     | Porto Rico | Palacio de los Deportes de Torrevieja, Torrevieja Público: 907 Árbitros: Kuttler, Merz |
| 05 Dezembro 2021 11:30 | Hagman 19 | (26–5)    | Ceballos 3 | Palacio de los Deportes de Torrevieja, Torrevieja Público: 907 Árbitros: Kuttler, Merz |
| 05 Dezembro 2021 11:30 | 4× 2× 1×  | Relatório | 5×         | Palacio de los Deportes de Torrevieja, Torrevieja Público: 907 Árbitros: Kuttler, Merz |

| 05 Dezembro 2021 14:00 | Uzbequistão                | 17–58     | Países Baixos  | Palacio de los Deportes de Torrevieja, Torrevieja Público: 1.009 Árbitros: Mitrović, Vešović |
| 05 Dezembro 2021 14:00 | Abdumannonova, Bahromova 4 | (10–28)   | Bont, Nusser 7 | Palacio de los Deportes de Torrevieja, Torrevieja Público: 1.009 Árbitros: Mitrović, Vešović |
| 05 Dezembro 2021 14:00 | 4×                         | Relatório | 1×             | Palacio de los Deportes de Torrevieja, Torrevieja Público: 1.009 Árbitros: Mitrović, Vešović |

| 07 Dezembro 2021 14:00 | Porto Rico | 30–24     | Uzbequistão     | Palacio de los Deportes de Torrevieja, Torrevieja Público: 571 Árbitros: Krichen, Makhlouf |
| 07 Dezembro 2021 14:00 | Ceballos 9 | (14–12)   | Khudoykulova 10 | Palacio de los Deportes de Torrevieja, Torrevieja Público: 571 Árbitros: Krichen, Makhlouf |
| 07 Dezembro 2021 14:00 | 4× 2×      | Relatório | 2× 1×           | Palacio de los Deportes de Torrevieja, Torrevieja Público: 571 Árbitros: Krichen, Makhlouf |

| 07 Dezembro 2021 16:30 | Países Baixos | 31–31     | Suécia    | Palacio de los Deportes de Torrevieja, Torrevieja Público: 1.825 Árbitros: Konjičanin, Konjičanin |
| 07 Dezembro 2021 16:30 | Bont 6        | (17–18)   | Roberts 8 | Palacio de los Deportes de Torrevieja, Torrevieja Público: 1.825 Árbitros: Konjičanin, Konjičanin |
| 07 Dezembro 2021 16:30 | 3×            | Relatório | 3×        | Palacio de los Deportes de Torrevieja, Torrevieja Público: 1.825 Árbitros: Konjičanin, Konjičanin |

### Grupo E
| Pos | Equipe     | Pts | J | V | E | D | GP | GC | SG  |
| --- | ---------- | --- | - | - | - | - | -- | -- | --- |
| 1   | Alemanha   | 6   | 3 | 3 | 0 | 0 | 92 | 67 | +25 |
| 2   | Hungria    | 4   | 3 | 2 | 0 | 1 | 91 | 83 | +8  |
| 3   | Chéquia    | 2   | 3 | 1 | 0 | 2 | 74 | 86 | −12 |
| 4   | Eslováquia | 0   | 3 | 0 | 0 | 3 | 74 | 95 | −21 |

| 02 Dezembro 2021 14:00 | Alemanha             | 31–21     | Chéquia                    | Poliesportiu Pla de L'Arc, Llíria Público: 375 Árbitros: Belkhiri, Hamidi |
| 02 Dezembro 2021 14:00 | Grijseels, Maidhof 4 | (17–10)   | Zachova, Jerabkova, Mala 4 | Poliesportiu Pla de L'Arc, Llíria Público: 375 Árbitros: Belkhiri, Hamidi |
| 02 Dezembro 2021 14:00 | 3× 1×                | Relatório | 4× 1×                      | Poliesportiu Pla de L'Arc, Llíria Público: 375 Árbitros: Belkhiri, Hamidi |

| 02 Dezembro 2021 16:30 | Hungria          | 35–29     | Eslováquia | Poliesportiu Pla de L'Arc, Llíria Público: 448 Árbitros: Christiansen, Hansen |
| 02 Dezembro 2021 16:30 | Háfra, Klujber 7 | (16–16)   | Bíziková 8 | Poliesportiu Pla de L'Arc, Llíria Público: 448 Árbitros: Christiansen, Hansen |
| 02 Dezembro 2021 16:30 | 2×               | Relatório | 3×         | Poliesportiu Pla de L'Arc, Llíria Público: 448 Árbitros: Christiansen, Hansen |

| 04 Dezembro 2021 14:00 | Eslováquia           | 22–36     | Alemanha    | Poliesportiu Pla de L'Arc, Llíria Público: 1.144 Árbitros: Koo, Lee |
| 04 Dezembro 2021 14:00 | Bajčiová, Bíziková 4 | (12–17)   | Grijseels 6 | Poliesportiu Pla de L'Arc, Llíria Público: 1.144 Árbitros: Koo, Lee |
| 04 Dezembro 2021 14:00 | 3×                   | Relatório | 3×          | Poliesportiu Pla de L'Arc, Llíria Público: 1.144 Árbitros: Koo, Lee |

| 04 Dezembro 2021 16:30 | Hungria    | 32–29     | Chéquia      | Poliesportiu Pla de L'Arc, Llíria Público: 1.145 Árbitros: Gasmi, Gasmi |
| 04 Dezembro 2021 16:30 | Klujber 11 | (17–15)   | Jeřábková 10 | Poliesportiu Pla de L'Arc, Llíria Público: 1.145 Árbitros: Gasmi, Gasmi |
| 04 Dezembro 2021 16:30 | 7× 2×      | Relatório | 2×           | Poliesportiu Pla de L'Arc, Llíria Público: 1.145 Árbitros: Gasmi, Gasmi |

| 06 Dezembro 2021 14:00 | Chéquia              | 24–23     | Eslováquia | Poliesportiu Pla de L'Arc, Llíria Público: 1.294 Árbitros: Erdoğan, Özdeniz |
| 06 Dezembro 2021 14:00 | Jeřábková, Zachová 4 | (15–14)   | Lancz 5    | Poliesportiu Pla de L'Arc, Llíria Público: 1.294 Árbitros: Erdoğan, Özdeniz |
| 06 Dezembro 2021 14:00 | 3× 1×                | Relatório | 2× 1×      | Poliesportiu Pla de L'Arc, Llíria Público: 1.294 Árbitros: Erdoğan, Özdeniz |

| 06 Dezembro 2021 16:30 | Alemanha             | 25–24     | Hungria  | Poliesportiu Pla de L'Arc, Llíria Público: 2.053 Árbitros: Álvarez, Bustamante |
| 06 Dezembro 2021 16:30 | Maidhof, Schmelzer 5 | (14–9)    | Lukács 5 | Poliesportiu Pla de L'Arc, Llíria Público: 2.053 Árbitros: Álvarez, Bustamante |
| 06 Dezembro 2021 16:30 | 3× 1×                | Relatório | 3×       | Poliesportiu Pla de L'Arc, Llíria Público: 2.053 Árbitros: Álvarez, Bustamante |

### Grupo F
| Pos | Equipe        | Pts | J | V | E | D | GP  | GC | SG  |
| --- | ------------- | --- | - | - | - | - | --- | -- | --- |
| 1   | Dinamarca     | 6   | 3 | 3 | 0 | 0 | 103 | 57 | +46 |
| 2   | Coreia do Sul | 4   | 3 | 2 | 0 | 1 | 91  | 87 | +4  |
| 4   | Congo         | 2   | 3 | 1 | 0 | 2 | 74  | 94 | −20 |
| 3   | Tunísia       | 0   | 3 | 0 | 0 | 3 | 69  | 99 | −30 |

| 02 Dezembro 2021 14:00 | Coreia do Sul | 37–23     | Congo  | Palau d'Esports de Granollers, Granollers Público: 641 Árbitros: García, Paolantoni |
| 02 Dezembro 2021 14:00 | Kim S. 6      | (22–11)   | Nkou 5 | Palau d'Esports de Granollers, Granollers Público: 641 Árbitros: García, Paolantoni |
| 02 Dezembro 2021 14:00 | 3× 1×         | Relatório | 3×     | Palau d'Esports de Granollers, Granollers Público: 641 Árbitros: García, Paolantoni |

| 02 Dezembro 2021 16:30 | Dinamarca  | 34–16     | Tunísia  | Palau d'Esports de Granollers, Granollers Público: 727 Árbitros: Sá, Sá |
| 02 Dezembro 2021 16:30 | Heindahl 6 | (16–8)    | Amiche 4 | Palau d'Esports de Granollers, Granollers Público: 727 Árbitros: Sá, Sá |
| 02 Dezembro 2021 16:30 | 5×         | Relatório | 3×       | Palau d'Esports de Granollers, Granollers Público: 727 Árbitros: Sá, Sá |

| 04 Dezembro 2021 14:00 | Coreia do Sul | 31–29     | Tunísia  | Palau d'Esports de Granollers, Granollers Público: 491 Árbitros: Stancu, Lovin |
| 04 Dezembro 2021 14:00 | Ryu 7         | (14–14)   | Rezgui 6 | Palau d'Esports de Granollers, Granollers Público: 491 Árbitros: Stancu, Lovin |
| 04 Dezembro 2021 14:00 | 4×            | Relatório | 2×       | Palau d'Esports de Granollers, Granollers Público: 491 Árbitros: Stancu, Lovin |

| 04 Dezembro 2021 16:30 | Congo      | 18–33     | Dinamarca | Palau d'Esports de Granollers, Granollers Público: 611 Árbitros: Lončar, Lončar |
| 04 Dezembro 2021 16:30 | Ngombele 5 | (7–18)    | Nolsøe 6  | Palau d'Esports de Granollers, Granollers Público: 611 Árbitros: Lončar, Lončar |
| 04 Dezembro 2021 16:30 | 4×         | Relatório | 5×        | Palau d'Esports de Granollers, Granollers Público: 611 Árbitros: Lončar, Lončar |

| 06 Dezembro 2021 14:00 | Tunísia   | 24–33     | Congo    | Palau d'Esports de Granollers, Granollers Público: 972 Árbitros: Covalciuc, Covalciuc |
| 06 Dezembro 2021 14:00 | Hachana 7 | (9–18)    | Yimga 11 | Palau d'Esports de Granollers, Granollers Público: 972 Árbitros: Covalciuc, Covalciuc |
| 06 Dezembro 2021 14:00 | 1× 2×     | Relatório | 5× 3×    | Palau d'Esports de Granollers, Granollers Público: 972 Árbitros: Covalciuc, Covalciuc |

| 06 Dezembro 2021 16:30 | Dinamarca | 35–23     | Coreia do Sul | Palau d'Esports de Granollers, Granollers Público: 1.502 Árbitros: Gasmi, Gasmi |
| 06 Dezembro 2021 16:30 | Iversen 6 | (19–14)   | Ryu 9         | Palau d'Esports de Granollers, Granollers Público: 1.502 Árbitros: Gasmi, Gasmi |
| 06 Dezembro 2021 16:30 | 2×        | Relatório | 2×            | Palau d'Esports de Granollers, Granollers Público: 1.502 Árbitros: Gasmi, Gasmi |

### Grupo G
| Pos | Equipe   | Pts | J | V | E | D | GP | GC  | SG  |
| --- | -------- | --- | - | - | - | - | -- | --- | --- |
| 1   | Brasil   | 6   | 3 | 3 | 0 | 0 | 92 | 69  | +23 |
| 2   | Japão    | 4   | 3 | 2 | 0 | 1 | 93 | 72  | +21 |
| 3   | Croácia  | 2   | 3 | 1 | 0 | 2 | 89 | 74  | +15 |
| 4   | Paraguai | 0   | 3 | 0 | 0 | 3 | 52 | 111 | −59 |

| 02 Dezembro 2021 14:00 | Croácia    | 25–30     | Brasil     | Pabellón Ciutat de Castelló, Castelló Público: 700 Árbitros: El-Saied, El-Saied |
| 02 Dezembro 2021 14:00 | Blažević 7 | (12–18)   | De Paula 7 | Pabellón Ciutat de Castelló, Castelló Público: 700 Árbitros: El-Saied, El-Saied |
| 02 Dezembro 2021 14:00 | 3× 1×      | Relatório | 3× 1×      | Pabellón Ciutat de Castelló, Castelló Público: 700 Árbitros: El-Saied, El-Saied |

| 02 Dezembro 2021 16:30 | Japão               | 40–17     | Paraguai           | Pabellón Ciutat de Castelló, Castelló Público: 400 Árbitros: Konjičanin, Konjičanin |
| 02 Dezembro 2021 16:30 | Aizawa, Yoshidome 6 | (19–10)   | Fiore, Fernandez 4 | Pabellón Ciutat de Castelló, Castelló Público: 400 Árbitros: Konjičanin, Konjičanin |
| 02 Dezembro 2021 16:30 | 6×                  | Relatório | 2×                 | Pabellón Ciutat de Castelló, Castelló Público: 400 Árbitros: Konjičanin, Konjičanin |

| 04 Dezembro 2021 14:00 | Paraguai | 16–38     | Croácia          | Pabellón Ciutat de Castelló, Castelló Público: 550 Árbitros: Erdoğan, Özdeniz |
| 04 Dezembro 2021 14:00 | Acuña 5  | (5–15)    | Blažević, Turk 6 | Pabellón Ciutat de Castelló, Castelló Público: 550 Árbitros: Erdoğan, Özdeniz |
| 04 Dezembro 2021 14:00 | 8×       | Relatório | 5× 1×            | Pabellón Ciutat de Castelló, Castelló Público: 550 Árbitros: Erdoğan, Özdeniz |

| 04 Dezembro 2021 16:30 | Japão                     | 25–29     | Brasil    | Pabellón Ciutat de Castelló, Castelló Público: 890 Árbitros: Christiansen, Hansen |
| 04 Dezembro 2021 16:30 | Ohyama, Aizawa, Hattori 4 | (15–12)   | Cardoso 7 | Pabellón Ciutat de Castelló, Castelló Público: 890 Árbitros: Christiansen, Hansen |
| 04 Dezembro 2021 16:30 | 5×                        | Relatório | 2× 1×     | Pabellón Ciutat de Castelló, Castelló Público: 890 Árbitros: Christiansen, Hansen |

| 06 Dezembro 2021 14:00 | Brasil     | 33–19     | Paraguai             | Pabellón Ciutat de Castelló, Castelló Público: 850 Árbitros: Koo, Lee |
| 06 Dezembro 2021 14:00 | Quintino 6 | (20–7)    | Fernández, Mendoza 3 | Pabellón Ciutat de Castelló, Castelló Público: 850 Árbitros: Koo, Lee |
| 06 Dezembro 2021 14:00 | 4× 1×      | Relatório | 1×                   | Pabellón Ciutat de Castelló, Castelló Público: 850 Árbitros: Koo, Lee |

| 06 Dezembro 2021 16:30 | Croácia  | 26–28     | Japão      | Pabellón Ciutat de Castelló, Castelló Público: 1.100 Árbitros: Alpaidze, Berezkina |
| 06 Dezembro 2021 16:30 | Kalaus 6 | (14–14)   | Nakayama 9 | Pabellón Ciutat de Castelló, Castelló Público: 1.100 Árbitros: Alpaidze, Berezkina |
| 06 Dezembro 2021 16:30 | 4× 1×    | Relatório | 7×         | Pabellón Ciutat de Castelló, Castelló Público: 1.100 Árbitros: Alpaidze, Berezkina |

### Grupo H
| Pos | Equipe      | Pts | J | V | E | D | GP | GC  | SG  |
| --- | ----------- | --- | - | - | - | - | -- | --- | --- |
| 1   | Espanha (H) | 6   | 3 | 3 | 0 | 0 | 93 | 50  | +43 |
| 2   | Argentina   | 4   | 3 | 2 | 0 | 1 | 80 | 82  | −2  |
| 3   | Áustria     | 2   | 3 | 1 | 0 | 2 | 86 | 89  | −3  |
| 4   | China       | 0   | 3 | 0 | 0 | 3 | 69 | 107 | −38 |

| 01 Dezembro 2021 16:30 | Espanha          | 29–13     | Argentina        | Palacio de los Deportes de Torrevieja, Torrevieja Público: 2.080 Árbitros: Alpaidze, Berezkina |
| 01 Dezembro 2021 16:30 | Cabral, Campos 5 | (11–10)   | Karsten, Urban 3 | Palacio de los Deportes de Torrevieja, Torrevieja Público: 2.080 Árbitros: Alpaidze, Berezkina |
| 01 Dezembro 2021 16:30 | 4× 2×            | Relatório | 5×               | Palacio de los Deportes de Torrevieja, Torrevieja Público: 2.080 Árbitros: Alpaidze, Berezkina |

| 02 Dezembro 2021 14:00 | Áustria  | 38–27     | China   | Palacio de los Deportes de Torrevieja, Torrevieja Público: 250 Árbitros: Mitrović, Vešović |
| 02 Dezembro 2021 14:00 | Pandza 9 | (22–13)   | Zhang 8 | Palacio de los Deportes de Torrevieja, Torrevieja Público: 250 Árbitros: Mitrović, Vešović |
| 02 Dezembro 2021 14:00 | 4×       | Relatório | 9× 2×   | Palacio de los Deportes de Torrevieja, Torrevieja Público: 250 Árbitros: Mitrović, Vešović |

| 04 Dezembro 2021 14:00 | Áustria   | 29–31     | Argentina  | Palacio de los Deportes de Torrevieja, Torrevieja Público: 1.622 Árbitros: Krichen, Makhlouf |
| 04 Dezembro 2021 14:00 | Pandza 10 | (14–18)   | Karsten 11 | Palacio de los Deportes de Torrevieja, Torrevieja Público: 1.622 Árbitros: Krichen, Makhlouf |
| 04 Dezembro 2021 14:00 | 8× 2× 1×  | Relatório | 4×         | Palacio de los Deportes de Torrevieja, Torrevieja Público: 1.622 Árbitros: Krichen, Makhlouf |

| 04 Dezembro 2021 16:30 | China     | 18–33     | Espanha  | Palacio de los Deportes de Torrevieja, Torrevieja Público: 2.619 Árbitros: Covalciuc, Covalciuc |
| 04 Dezembro 2021 16:30 | Wang S. 3 | (7–16)    | Cabral 5 | Palacio de los Deportes de Torrevieja, Torrevieja Público: 2.619 Árbitros: Covalciuc, Covalciuc |
| 04 Dezembro 2021 16:30 | 5× 1×     | Relatório | 2× 1×    | Palacio de los Deportes de Torrevieja, Torrevieja Público: 2.619 Árbitros: Covalciuc, Covalciuc |

| 06 Dezembro 2021 14:00 | Argentina | 36–24     | China | Palacio de los Deportes de Torrevieja, Torrevieja Público: 1.326 Árbitros: El-Saied, El-Saied |
| 06 Dezembro 2021 14:00 | Karsten 8 | (17–9)    | Jin 8 | Palacio de los Deportes de Torrevieja, Torrevieja Público: 1.326 Árbitros: El-Saied, El-Saied |
| 06 Dezembro 2021 14:00 |           | Relatório | 6×    | Palacio de los Deportes de Torrevieja, Torrevieja Público: 1.326 Árbitros: El-Saied, El-Saied |

| 06 Dezembro 2021 16:30 | Espanha  | 31–19     | Áustria  | Palacio de los Deportes de Torrevieja, Torrevieja Público: 3.000 Árbitros: Sekulić, Jovandić |
| 06 Dezembro 2021 16:30 | Martín 9 | (14–6)    | Kovács 8 | Palacio de los Deportes de Torrevieja, Torrevieja Público: 3.000 Árbitros: Sekulić, Jovandić |
| 06 Dezembro 2021 16:30 | 2×       | Relatório | 3×       | Palacio de los Deportes de Torrevieja, Torrevieja Público: 3.000 Árbitros: Sekulić, Jovandić |

## Copa do Presidente
|  | Disputam o jogo de classificação para 25° e 26° lugares |
|  | Disputam o jogo de classificação para 27° e 28° lugares |
|  | Disputam o jogo de classificação para 29° e 30° lugares |
|  | Disputam o jogo de classificação para 31° e 32° lugares |

Critérios de desempate: 1) pontos; 2) confronto direto; 3) diferença de gols no confronto direto; 4) número de gols feitos no confronto direto; 5) diferença de gols.

### Grupo I
| Pos | Equipe      | Pts | J | V | E | D | GP  | GC  | SG  |
| --- | ----------- | --- | - | - | - | - | --- | --- | --- |
| 1   | Angola      | 6   | 3 | 3 | 0 | 0 | 128 | 43  | +85 |
| 2   | Camarões    | 4   | 3 | 2 | 0 | 1 | 98  | 75  | +23 |
| 3   | Uzbequistão | 2   | 3 | 1 | 0 | 2 | 71  | 126 | −55 |
| 4   | Irã         | 0   | 3 | 0 | 0 | 3 | 57  | 110 | −53 |

| 09 Dezembro 2021 11:00 | Angola    | 35–24     | Camarões | Poliesportiu Pla de L'Arc, Llíria Público: 220 Árbitros: Lovin, Stancu |
| 09 Dezembro 2021 11:00 | Kassoma 6 | (16–14)   | Ekoh 7   | Poliesportiu Pla de L'Arc, Llíria Público: 220 Árbitros: Lovin, Stancu |
| 09 Dezembro 2021 11:00 | 6× 2× 1×  | Relatório | 2× 1×    | Poliesportiu Pla de L'Arc, Llíria Público: 220 Árbitros: Lovin, Stancu |

| 09 Dezembro 2021 13:30 | Irã       | 32–37     | Uzbequistão     | Poliesportiu Pla de L'Arc, Llíria Público: 415 Árbitros: El-Saied, El-Saied |
| 09 Dezembro 2021 13:30 | Ghasemi 9 | (18–20)   | Khudoykulova 11 | Poliesportiu Pla de L'Arc, Llíria Público: 415 Árbitros: El-Saied, El-Saied |
| 09 Dezembro 2021 13:30 | 3× 1×     | Relatório | 3× 1×           | Poliesportiu Pla de L'Arc, Llíria Público: 415 Árbitros: El-Saied, El-Saied |

| 11 Dezembro 2021 11:00 | Angola    | 41–8      | Irã       | Poliesportiu Pla de L'Arc, Llíria Público: 285 Árbitros: Stancu, Lovin |
| 11 Dezembro 2021 11:00 | Kassoma 8 | (24–4)    | Kianara 4 | Poliesportiu Pla de L'Arc, Llíria Público: 285 Árbitros: Stancu, Lovin |
| 11 Dezembro 2021 11:00 | 3× 2×     | Relatório | 1×        | Poliesportiu Pla de L'Arc, Llíria Público: 285 Árbitros: Stancu, Lovin |

| 11 Dezembro 2021 13:30 | Camarões | 42–23     | Uzbequistão | Poliesportiu Pla de L'Arc, Llíria Público: 400 Árbitros: Sá, Sá |
| 11 Dezembro 2021 13:30 | Ateba 14 | (19–6)    | Bahromova 6 | Poliesportiu Pla de L'Arc, Llíria Público: 400 Árbitros: Sá, Sá |
| 11 Dezembro 2021 13:30 | 1×       | Relatório | 3×          | Poliesportiu Pla de L'Arc, Llíria Público: 400 Árbitros: Sá, Sá |

| 13 Dezembro 2021 11:00 | Uzbequistão | 11–52     | Angola    | Poliesportiu Pla de L'Arc, Llíria Público: 50 Árbitros: Sá, Sá |
| 13 Dezembro 2021 11:00 | Mirzaeva 3  | (5–30)    | Kassoma 8 | Poliesportiu Pla de L'Arc, Llíria Público: 50 Árbitros: Sá, Sá |
| 13 Dezembro 2021 11:00 | 1×          | Relatório | 2× 1×     | Poliesportiu Pla de L'Arc, Llíria Público: 50 Árbitros: Sá, Sá |

| 13 Dezembro 2021 13:30 | Camarões | 32–17     | Irã        | Poliesportiu Pla de L'Arc, Llíria Público: 120 Árbitros: Erdoğan, Özdeniz |
| 13 Dezembro 2021 13:30 | Ebanga 7 | (14–9)    | Kianiara 5 | Poliesportiu Pla de L'Arc, Llíria Público: 120 Árbitros: Erdoğan, Özdeniz |
| 13 Dezembro 2021 13:30 | 1×       | Relatório | 1×         | Poliesportiu Pla de L'Arc, Llíria Público: 120 Árbitros: Erdoğan, Özdeniz |

### Grupo II
| Pos | Equipe     | Pts | J | V | E | D | GP | GC | SG  |
| --- | ---------- | --- | - | - | - | - | -- | -- | --- |
| 1   | Eslováquia | 6   | 3 | 3 | 0 | 0 | 74 | 54 | +20 |
| 2   | Tunísia    | 4   | 3 | 2 | 0 | 1 | 72 | 59 | +13 |
| 3   | Paraguai   | 2   | 3 | 1 | 0 | 2 | 85 | 92 | −7  |
| 4   | China      | 0   | 3 | 0 | 0 | 3 | 24 | 50 | −26 |

| 08 Dezembro 2021 11:00 | Eslováquia | 31–27     | Tunísia  | Poliesportiu Pla de L'Arc, Llíria Público: 320 Árbitros: Erdoğan, Özdeniz |
| 08 Dezembro 2021 11:00 | Bíziková 9 | (17–14)   | Rezgui 5 | Poliesportiu Pla de L'Arc, Llíria Público: 320 Árbitros: Erdoğan, Özdeniz |
| 08 Dezembro 2021 11:00 | 3×         | Relatório | 2×       | Poliesportiu Pla de L'Arc, Llíria Público: 320 Árbitros: Erdoğan, Özdeniz |

| 08 Dezembro 2021 13:30 | Paraguai  | 30–24     | China | Poliesportiu Pla de L'Arc, Llíria Público: 966 Árbitros: Sá, Sá |
| 08 Dezembro 2021 13:30 | Mendoza 6 | (12–12)   | Jin 9 | Poliesportiu Pla de L'Arc, Llíria Público: 966 Árbitros: Sá, Sá |
| 08 Dezembro 2021 13:30 | 3× 1×     | Relatório | 7× 1× | Poliesportiu Pla de L'Arc, Llíria Público: 966 Árbitros: Sá, Sá |

| 10 Dezembro 2021 11:00 | Eslováquia | 33–27     | Paraguai       | Poliesportiu Pla de L'Arc, Llíria Público: 120 Árbitros: El-Saied, El-Saied |
| 10 Dezembro 2021 11:00 | Lancz 9    | (16–15)   | Acuña, Fiore 8 | Poliesportiu Pla de L'Arc, Llíria Público: 120 Árbitros: El-Saied, El-Saied |
| 10 Dezembro 2021 11:00 | 2× 3×      | Relatório | 4× 1×          | Poliesportiu Pla de L'Arc, Llíria Público: 120 Árbitros: El-Saied, El-Saied |

| 10 Dezembro 2021 13:30 | Tunísia | 10-0 | China | Poliesportiu Pla de L'Arc, Llíria |
| 10 Dezembro 2021 13:30 |         |      |       | Poliesportiu Pla de L'Arc, Llíria |
| 10 Dezembro 2021 13:30 |         |      |       | Poliesportiu Pla de L'Arc, Llíria |

| 12 Dezembro 2021 11:00 | China | 0-10 | Eslováquia | Poliesportiu Pla de L'Arc, Llíria |
| 12 Dezembro 2021 11:00 |       |      |            | Poliesportiu Pla de L'Arc, Llíria |
| 12 Dezembro 2021 11:00 |       |      |            | Poliesportiu Pla de L'Arc, Llíria |

| 12 Dezembro 2021 13:30 | Tunísia   | 35–28     | Paraguai    | Poliesportiu Pla de L'Arc, Llíria Público: 823 Árbitros: Lovin, Stancu |
| 12 Dezembro 2021 13:30 | Hachana 8 | (17–11)   | Fernández 8 | Poliesportiu Pla de L'Arc, Llíria Público: 823 Árbitros: Lovin, Stancu |
| 12 Dezembro 2021 13:30 | 4×        | Relatório | 3× 1×       | Poliesportiu Pla de L'Arc, Llíria Público: 823 Árbitros: Lovin, Stancu |

#### Decisão do 31º lugar
| 15 Dezembro 2021 | Irã | 10-0 | China | Poliesportiu Pla de L'Arc, Llíria |
| 15 Dezembro 2021 |     |      |       | Poliesportiu Pla de L'Arc, Llíria |
| 15 Dezembro 2021 |     |      |       | Poliesportiu Pla de L'Arc, Llíria |

#### Decisão do 29º lugar
| 15 Dezembro 2021 08:30 | Uzbequistão      | 33–39     | Paraguai | Poliesportiu Pla de L'Arc, Llíria Público: 450 Árbitros: El-Saied, El-Saied |
| 15 Dezembro 2021 08:30 | Abdumannonova 11 | (19–19)   | Fiore 10 | Poliesportiu Pla de L'Arc, Llíria Público: 450 Árbitros: El-Saied, El-Saied |
| 15 Dezembro 2021 08:30 | 2×               | Relatório | 2×       | Poliesportiu Pla de L'Arc, Llíria Público: 450 Árbitros: El-Saied, El-Saied |

#### Decisão do 27º lugar
| 15 Dezembro 2021 11:00 | Camarões        | 29–35     | Tunísia    | Poliesportiu Pla de L'Arc, Llíria Público: 500 Árbitros: Erdoğan, Özdeniz |
| 15 Dezembro 2021 11:00 | Essam, Ebanga 9 | (15–20)   | Hachana 10 | Poliesportiu Pla de L'Arc, Llíria Público: 500 Árbitros: Erdoğan, Özdeniz |
| 15 Dezembro 2021 11:00 | 2× 1×           | Relatório | 3× 2×      | Poliesportiu Pla de L'Arc, Llíria Público: 500 Árbitros: Erdoğan, Özdeniz |

#### Decisão do 25º lugar
| 15 Dezembro 2021 13:30 | Angola            | 23–21     | Eslováquia | Poliesportiu Pla de L'Arc, Llíria Público: 340 Árbitros: Koo, Lee |
| 15 Dezembro 2021 13:30 | Guialo, Kassoma 6 | (11–9)    | Bíziková 7 | Poliesportiu Pla de L'Arc, Llíria Público: 340 Árbitros: Koo, Lee |
| 15 Dezembro 2021 13:30 | 5× 1×             | Relatório | 4×         | Poliesportiu Pla de L'Arc, Llíria Público: 340 Árbitros: Koo, Lee |

## Fase Principal
Os pontos obtidos contra outras equipes na fase preliminar do mesmo grupo são válidos para esta fase.
|  | Classificados para Quartas de Final |

Critérios de desempate: 1) pontos; 2) confronto direto; 3) diferença de gols no confronto direto; 4) número de gols feitos no confronto direto; 5) diferença de gols.

### Grupo I
| Pos | Equipe          | Pts | J | V | E | D | GP  | GC  | SG  |
| --- | --------------- | --- | - | - | - | - | --- | --- | --- |
| 1   | França          | 10  | 5 | 5 | 0 | 0 | 134 | 100 | +34 |
| 2   | Federação Russa | 7   | 5 | 3 | 1 | 1 | 143 | 129 | +14 |
| 3   | Sérvia          | 6   | 5 | 3 | 0 | 2 | 124 | 125 | −1  |
| 4   | Polônia         | 4   | 5 | 2 | 0 | 3 | 120 | 131 | −11 |
| 5   | Eslovênia       | 3   | 5 | 1 | 1 | 3 | 123 | 131 | −8  |
| 6   | Montenegro      | 0   | 5 | 0 | 0 | 5 | 115 | 143 | −28 |

| 09 Dezembro 2021 11:30 | Federação Russa | 26–26     | Eslovênia | Palau d'Esports de Granollers, Granollers Público: 385 Árbitros: García, Paolantoni |
| 09 Dezembro 2021 11:30 | Ilyina 7        | (14–15)   | Stanko 7  | Palau d'Esports de Granollers, Granollers Público: 385 Árbitros: García, Paolantoni |
| 09 Dezembro 2021 11:30 | 2×              | Relatório | 6× 1×     | Palau d'Esports de Granollers, Granollers Público: 385 Árbitros: García, Paolantoni |

| 09 Dezembro 2021 14:00 | Montenegro  | 25–27     | Sérvia      | Palau d'Esports de Granollers, Granollers Público: 810 Árbitros: Álvarez, Bustamante |
| 09 Dezembro 2021 14:00 | Radičević 8 | (18–14)   | Radojević 8 | Palau d'Esports de Granollers, Granollers Público: 810 Árbitros: Álvarez, Bustamante |
| 09 Dezembro 2021 14:00 | 6×          | Relatório | 1×          | Palau d'Esports de Granollers, Granollers Público: 810 Árbitros: Álvarez, Bustamante |

| 09 Dezembro 2021 16:30 | França  | 26–16     | Polônia                 | Palau d'Esports de Granollers, Granollers Público: 884 Árbitros: Lončar, Lončar |
| 09 Dezembro 2021 16:30 | Foppa 5 | (14–9)    | Balsam, Roszak, Nocun 3 | Palau d'Esports de Granollers, Granollers Público: 884 Árbitros: Lončar, Lončar |
| 09 Dezembro 2021 16:30 | 1× 2×   | Relatório |                         | Palau d'Esports de Granollers, Granollers Público: 884 Árbitros: Lončar, Lončar |

| 11 Dezembro 2021 11:30 | Montenegro           | 25–31     | Federação Russa            | Palau d'Esports de Granollers, Granollers Público: 843 Árbitros: Erdoğan, Özdeniz |
| 11 Dezembro 2021 11:30 | Brnović, Radičević 7 | (10–18)   | Fomina, Skorobogatchenko 6 | Palau d'Esports de Granollers, Granollers Público: 843 Árbitros: Erdoğan, Özdeniz |
| 11 Dezembro 2021 11:30 | 5× 2×                | Relatório | 5× 2×                      | Palau d'Esports de Granollers, Granollers Público: 843 Árbitros: Erdoğan, Özdeniz |

| 11 Dezembro 2021 14:00 | Sérvia      | 19–22     | França  | Palau d'Esports de Granollers, Granollers Público: 975 Árbitros: Álvarez, Bustamante |
| 11 Dezembro 2021 14:00 | Radojević 5 | (12–9)    | Zaadi 6 | Palau d'Esports de Granollers, Granollers Público: 975 Árbitros: Álvarez, Bustamante |
| 11 Dezembro 2021 14:00 | 2×          | Relatório | 5× 1×   | Palau d'Esports de Granollers, Granollers Público: 975 Árbitros: Álvarez, Bustamante |

| 11 Dezembro 2021 16:30 | Eslovênia | 26–27     | Polônia | Palau d'Esports de Granollers, Granollers Público: 902 Árbitros: Covalciuc, Covalciuc |
| 11 Dezembro 2021 16:30 | Gros 8    | (13–12)   | Nocuń 6 | Palau d'Esports de Granollers, Granollers Público: 902 Árbitros: Covalciuc, Covalciuc |
| 11 Dezembro 2021 16:30 | 4×        | Relatório | 1×      | Palau d'Esports de Granollers, Granollers Público: 902 Árbitros: Covalciuc, Covalciuc |

| 13 Dezembro 2021 11:30 | Polônia  | 33–28     | Montenegro | Palau d'Esports de Granollers, Granollers Público: 320 Árbitros: Paolantoni, García |
| 13 Dezembro 2021 11:30 | Rosiak 7 | (16–9)    | Brnović 6  | Palau d'Esports de Granollers, Granollers Público: 320 Árbitros: Paolantoni, García |
| 13 Dezembro 2021 11:30 | 3× 1×    | Relatório | 2×         | Palau d'Esports de Granollers, Granollers Público: 320 Árbitros: Paolantoni, García |

| 13 Dezembro 2021 14:00 | Sérvia        | 31–25     | Eslovênia | Palau d'Esports de Granollers, Granollers Público: 1.160 Árbitros: Merz, Kuttler |
| 13 Dezembro 2021 14:00 | Stoiljković 7 | (19–14)   | Varagić 5 | Palau d'Esports de Granollers, Granollers Público: 1.160 Árbitros: Merz, Kuttler |
| 13 Dezembro 2021 14:00 | 3× 2×         | Relatório | 5×        | Palau d'Esports de Granollers, Granollers Público: 1.160 Árbitros: Merz, Kuttler |

| 13 Dezembro 2021 16:30 | Federação Russa | 28–33     | França          | Palau d'Esports de Granollers, Granollers Público: 2.620 Árbitros: Álvarez, Bustamante |
| 13 Dezembro 2021 16:30 | Managarova 5    | (12–17)   | Foppa, Pineau 5 | Palau d'Esports de Granollers, Granollers Público: 2.620 Árbitros: Álvarez, Bustamante |
| 13 Dezembro 2021 16:30 | 2×              | Relatório | 3× 1×           | Palau d'Esports de Granollers, Granollers Público: 2.620 Árbitros: Álvarez, Bustamante |

### Grupo II
| Pos | Equipe        | Pts | J | V | E | D | GP  | GC  | SG   |
| --- | ------------- | --- | - | - | - | - | --- | --- | ---- |
| 1   | Noruega       | 9   | 5 | 4 | 1 | 0 | 189 | 111 | +78  |
| 2   | Suécia        | 8   | 5 | 3 | 2 | 0 | 198 | 121 | +77  |
| 3   | Países Baixos | 7   | 5 | 3 | 1 | 1 | 212 | 128 | +84  |
| 4   | Romênia       | 4   | 5 | 2 | 0 | 3 | 165 | 135 | +30  |
| 5   | Porto Rico    | 2   | 5 | 1 | 0 | 4 | 82  | 216 | −134 |
| 6   | Cazaquistão   | 0   | 5 | 0 | 0 | 5 | 97  | 230 | −133 |

| 09 Dezembro 2021 11:30 | Países Baixos  | 31–30     | Romênia         | Pabellón Ciutat de Castelló, Castelló Público: 450 Árbitros: Alpaidze, Berezkina |
| 09 Dezembro 2021 11:30 | Van Wetering 6 | (17–14)   | Laslo, Pintea 6 | Pabellón Ciutat de Castelló, Castelló Público: 450 Árbitros: Alpaidze, Berezkina |
| 09 Dezembro 2021 11:30 | 2×             | Relatório | 3× 2×           | Pabellón Ciutat de Castelló, Castelló Público: 450 Árbitros: Alpaidze, Berezkina |

| 09 Dezembro 2021 14:00 | Noruega            | 43–7      | Porto Rico                     | Pabellón Ciutat de Castelló, Castelló Público: 350 Árbitros: Erdoğan, Özdeniz |
| 09 Dezembro 2021 14:00 | Solberg-Isaksen 10 | (21–3)    | Ceballos, Hiraldo, Rodriguez 2 | Pabellón Ciutat de Castelló, Castelló Público: 350 Árbitros: Erdoğan, Özdeniz |
| 09 Dezembro 2021 14:00 | 1×                 | Relatório | 1×                             | Pabellón Ciutat de Castelló, Castelló Público: 350 Árbitros: Erdoğan, Özdeniz |

| 09 Dezembro 2021 16:30 | Cazaquistão   | 20–55     | Suécia    | Pabellón Ciutat de Castelló, Castelló Público: 290 Árbitros: Koo, Lee |
| 09 Dezembro 2021 16:30 | Alexandrova 7 | (10–21)   | Hagman 19 | Pabellón Ciutat de Castelló, Castelló Público: 290 Árbitros: Koo, Lee |
| 09 Dezembro 2021 16:30 | 2×            | Relatório | 1×        | Pabellón Ciutat de Castelló, Castelló Público: 290 Árbitros: Koo, Lee |

| 11 Dezembro 2021 11:30 | Romênia      | 43–20     | Porto Rico          | Pabellón Ciutat de Castelló, Castelló Público: 650 Árbitros: Mitrović, Vešović |
| 11 Dezembro 2021 11:30 | Dindiligan 7 | (20–9)    | Ceballos, Fuentes 4 | Pabellón Ciutat de Castelló, Castelló Público: 650 Árbitros: Mitrović, Vešović |
| 11 Dezembro 2021 11:30 | 2×           | Relatório | 3×                  | Pabellón Ciutat de Castelló, Castelló Público: 650 Árbitros: Mitrović, Vešović |

| 11 Dezembro 2021 14:00 | Cazaquistão   | 15–61     | Países Baixos   | Pabellón Ciutat de Castelló, Castelló Público: 950 Árbitros: Koo, Lee |
| 11 Dezembro 2021 14:00 | Alexandrova 5 | (9–27)    | Van Wetering 18 | Pabellón Ciutat de Castelló, Castelló Público: 950 Árbitros: Koo, Lee |
| 11 Dezembro 2021 14:00 | 3× 1×         | Relatório | 1×              | Pabellón Ciutat de Castelló, Castelló Público: 950 Árbitros: Koo, Lee |

| 11 Dezembro 2021 16:30 | Suécia   | 30–30     | Noruega       | Pabellón Ciutat de Castelló, Castelló Público: 2.100 Árbitros: Kuttler, Merz |
| 11 Dezembro 2021 16:30 | Hagman 9 | (12–14)   | Kristiansen 7 | Pabellón Ciutat de Castelló, Castelló Público: 2.100 Árbitros: Kuttler, Merz |
| 11 Dezembro 2021 16:30 | 4× 1×    | Relatório | 2×            | Pabellón Ciutat de Castelló, Castelló Público: 2.100 Árbitros: Kuttler, Merz |

| 13 Dezembro 2021 11:30 | Porto Rico  | 30–27     | Cazaquistão   | Pabellón Ciutat de Castelló, Castelló Público: 250 Árbitros: Koo, Lee |
| 13 Dezembro 2021 11:30 | Ceballos 13 | (13–11)   | Alexandrova 8 | Pabellón Ciutat de Castelló, Castelló Público: 250 Árbitros: Koo, Lee |
| 13 Dezembro 2021 11:30 | 3×          | Relatório | 3×            | Pabellón Ciutat de Castelló, Castelló Público: 250 Árbitros: Koo, Lee |

| 13 Dezembro 2021 14:00 | Suécia  | 34–30     | Romênia | Pabellón Ciutat de Castelló, Castelló Público: 1.600 Árbitros: Mitrović, Vešović |
| 13 Dezembro 2021 14:00 | Blohm 7 | (19–14)   | Laslo 7 | Pabellón Ciutat de Castelló, Castelló Público: 1.600 Árbitros: Mitrović, Vešović |
| 13 Dezembro 2021 14:00 | 1× 2×   | Relatório | 4× 2×   | Pabellón Ciutat de Castelló, Castelló Público: 1.600 Árbitros: Mitrović, Vešović |

| 13 Dezembro 2021 16:30 | Países Baixos | 34–37     | Noruega   | Pabellón Ciutat de Castelló, Castelló Público: 2.500 Árbitros: Konjičanin, Konjičanin |
| 13 Dezembro 2021 16:30 | Housheer 9    | (17–17)   | Reistad 9 | Pabellón Ciutat de Castelló, Castelló Público: 2.500 Árbitros: Konjičanin, Konjičanin |
| 13 Dezembro 2021 16:30 | 4×            | Relatório | 2× 3×     | Pabellón Ciutat de Castelló, Castelló Público: 2.500 Árbitros: Konjičanin, Konjičanin |

### Grupo III
| Pos | Equipe        | Pts | J | V | E | D | GP  | GC  | SG  |
| --- | ------------- | --- | - | - | - | - | --- | --- | --- |
| 1   | Dinamarca     | 10  | 5 | 5 | 0 | 0 | 159 | 90  | +69 |
| 2   | Alemanha      | 8   | 5 | 4 | 0 | 1 | 138 | 123 | +15 |
| 3   | Hungria       | 6   | 5 | 3 | 0 | 2 | 140 | 134 | +6  |
| 4   | Coreia do Sul | 4   | 5 | 2 | 0 | 3 | 148 | 156 | −8  |
| 5   | Chéquia       | 2   | 5 | 1 | 0 | 4 | 114 | 145 | −31 |
| 6   | Congo         | 0   | 5 | 0 | 0 | 5 | 102 | 153 | −51 |

| 08 Dezembro 2021 11:30 | Chéquia     | 26–32     | Coreia do Sul | Palau d'Esports de Granollers, Granollers Público: 542 Árbitros: Covalciuc, Covalciuc |
| 08 Dezembro 2021 11:30 | Cholevová 6 | (13–20)   | Kim J. 8      | Palau d'Esports de Granollers, Granollers Público: 542 Árbitros: Covalciuc, Covalciuc |
| 08 Dezembro 2021 11:30 | 2×          | Relatório | 2× 1×         | Palau d'Esports de Granollers, Granollers Público: 542 Árbitros: Covalciuc, Covalciuc |

| 08 Dezembro 2021 14:00 | Alemanha        | 29–18     | Congo        | Palau d'Esports de Granollers, Granollers Público: 1.558 Árbitros: Belkhiri, Hamidi |
| 08 Dezembro 2021 14:00 | Stockschläder 6 | (15–7)    | Diagouraga 7 | Palau d'Esports de Granollers, Granollers Público: 1.558 Árbitros: Belkhiri, Hamidi |
| 08 Dezembro 2021 14:00 | 5× 1×           | Relatório | 3× 1×        | Palau d'Esports de Granollers, Granollers Público: 1.558 Árbitros: Belkhiri, Hamidi |

| 08 Dezembro 2021 16:30 | Dinamarca   | 30–19     | Hungria  | Palau d'Esports de Granollers, Granollers Público: 1.921 Árbitros: Lončar, Lončar |
| 08 Dezembro 2021 16:30 | Jørgensen 6 | (15–11)   | Kácsor 4 | Palau d'Esports de Granollers, Granollers Público: 1.921 Árbitros: Lončar, Lončar |
| 08 Dezembro 2021 16:30 | 3×          | Relatório | 3× 2×    | Palau d'Esports de Granollers, Granollers Público: 1.921 Árbitros: Lončar, Lončar |

| 10 Dezembro 2021 11:30 | Coreia do Sul | 28–37     | Alemanha          | Palau d'Esports de Granollers, Granollers Público: 438 Árbitros: Paolantoni, García |
| 10 Dezembro 2021 11:30 | Lee 6         | (16–19)   | Bölk, Grijseels 8 | Palau d'Esports de Granollers, Granollers Público: 438 Árbitros: Paolantoni, García |
| 10 Dezembro 2021 11:30 | 4×            | Relatório | 6× 1×             | Palau d'Esports de Granollers, Granollers Público: 438 Árbitros: Paolantoni, García |

| 10 Dezembro 2021 14:00 | Hungria   | 30–22     | Congo      | Palau d'Esports de Granollers, Granollers Público: 583 Árbitros: Covalciuc, Covalciuc |
| 10 Dezembro 2021 14:00 | Planéta 8 | (16–8)    | Ngombele 7 | Palau d'Esports de Granollers, Granollers Público: 583 Árbitros: Covalciuc, Covalciuc |
| 10 Dezembro 2021 14:00 | 3×        | Relatório | 4× 2×      | Palau d'Esports de Granollers, Granollers Público: 583 Árbitros: Covalciuc, Covalciuc |

| 10 Dezembro 2021 16:30 | Chéquia    | 14–29     | Dinamarca | Palau d'Esports de Granollers, Granollers Público: 1.019 Árbitros: Belkhiri, Hamidi |
| 10 Dezembro 2021 16:30 | Kovářová 4 | (9–12)    | Friis 4   | Palau d'Esports de Granollers, Granollers Público: 1.019 Árbitros: Belkhiri, Hamidi |
| 10 Dezembro 2021 16:30 | 4× 1×      | Relatório | 4×        | Palau d'Esports de Granollers, Granollers Público: 1.019 Árbitros: Belkhiri, Hamidi |

| 12 Dezembro 2021 11:30 | Congo           | 21–24     | Chéquia   | Palau d'Esports de Granollers, Granollers Público: 620 Árbitros: Lončar, Lončar |
| 12 Dezembro 2021 11:30 | Divoko, Yimga 4 | (11–11)   | Zachová 6 | Palau d'Esports de Granollers, Granollers Público: 620 Árbitros: Lončar, Lončar |
| 12 Dezembro 2021 11:30 | 2× 1×           | Relatório | 5× 1×     | Palau d'Esports de Granollers, Granollers Público: 620 Árbitros: Lončar, Lončar |

| 12 Dezembro 2021 14:00 | Coreia do Sul | 28–35     | Hungria | Palau d'Esports de Granollers, Granollers Público: 1.019 Árbitros: Covalciuc, Covalciuc |
| 12 Dezembro 2021 14:00 | Lee 6         | (15–18)   | Hafra 8 | Palau d'Esports de Granollers, Granollers Público: 1.019 Árbitros: Covalciuc, Covalciuc |
| 12 Dezembro 2021 14:00 | 4×            | Relatório | 3×      | Palau d'Esports de Granollers, Granollers Público: 1.019 Árbitros: Covalciuc, Covalciuc |

| 12 Dezembro 2021 16:30 | Dinamarca                      | 32–16     | Alemanha    | Palau d'Esports de Granollers, Granollers Público: 1.735 Árbitros: Paolantoni, García |
| 12 Dezembro 2021 16:30 | Haugsted, Jørgensen, Hojlund 5 | (13–8)    | Grijseels 5 | Palau d'Esports de Granollers, Granollers Público: 1.735 Árbitros: Paolantoni, García |
| 12 Dezembro 2021 16:30 | 2× 1×                          | Relatório | 3× 2× 1×    | Palau d'Esports de Granollers, Granollers Público: 1.735 Árbitros: Paolantoni, García |

### Grupo IV
| Pos | Equipe      | Pts | J | V | E | D | GP  | GC  | SG  |
| --- | ----------- | --- | - | - | - | - | --- | --- | --- |
| 1   | Espanha (H) | 10  | 5 | 5 | 0 | 0 | 142 | 105 | +37 |
| 2   | Brasil      | 8   | 5 | 4 | 0 | 1 | 145 | 127 | +18 |
| 3   | Japão       | 6   | 5 | 3 | 0 | 2 | 142 | 140 | +2  |
| 4   | Áustria     | 2   | 5 | 1 | 0 | 4 | 136 | 155 | −19 |
| 5   | Croácia     | 2   | 5 | 1 | 0 | 4 | 125 | 138 | −13 |
| 6   | Argentina   | 2   | 5 | 1 | 0 | 4 | 112 | 141 | −29 |

| 08 Dezembro 2021 11:30 | Croácia   | 28–22     | Argentina       | Palacio de los Deportes de Torrevieja, Torrevieja Público: 390 Árbitros: Christiansen, Hansen |
| 08 Dezembro 2021 11:30 | Posavec 8 | (12–14)   | Cavo, Mendoza 5 | Palacio de los Deportes de Torrevieja, Torrevieja Público: 390 Árbitros: Christiansen, Hansen |
| 08 Dezembro 2021 11:30 | 6× 2×     | Relatório | 2×              | Palacio de los Deportes de Torrevieja, Torrevieja Público: 390 Árbitros: Christiansen, Hansen |

| 08 Dezembro 2021 14:00 | Brasil   | 38–31     | Áustria              | Palacio de los Deportes de Torrevieja, Torrevieja Público: 606 Árbitros: Gasmi, Gasmi |
| 08 Dezembro 2021 14:00 | Araujo 6 | (15–15)   | I. Ivancok, Kovács 8 | Palacio de los Deportes de Torrevieja, Torrevieja Público: 606 Árbitros: Gasmi, Gasmi |
| 08 Dezembro 2021 14:00 | 3× 1×    | Relatório | 5× 2×                | Palacio de los Deportes de Torrevieja, Torrevieja Público: 606 Árbitros: Gasmi, Gasmi |

| 08 Dezembro 2021 16:30 | Espanha              | 28–26     | Japão               | Palacio de los Deportes de Torrevieja, Torrevieja Público: 2.000 Árbitros: Krichen, Makhlouf |
| 08 Dezembro 2021 16:30 | Cabral, Etxeberria 5 | (15–15)   | Aizawa, Matsumoto 7 | Palacio de los Deportes de Torrevieja, Torrevieja Público: 2.000 Árbitros: Krichen, Makhlouf |
| 08 Dezembro 2021 16:30 | 2× 1×                | Relatório | 3×                  | Palacio de los Deportes de Torrevieja, Torrevieja Público: 2.000 Árbitros: Krichen, Makhlouf |

| 10 Dezembro 2021 11:30 | Argentina | 19–24     | Brasil    | Palacio de los Deportes de Torrevieja, Torrevieja Público: 200 Árbitros: Konjičanin, Konjičanin |
| 10 Dezembro 2021 11:30 | Karsten 5 | (10–13)   | Matieli 9 | Palacio de los Deportes de Torrevieja, Torrevieja Público: 200 Árbitros: Konjičanin, Konjičanin |
| 10 Dezembro 2021 11:30 | 2×        | Relatório | 3× 1×     | Palacio de los Deportes de Torrevieja, Torrevieja Público: 200 Árbitros: Konjičanin, Konjičanin |

| 10 Dezembro 2021 14:00 | Japão   | 32–30     | Áustria      | Palacio de los Deportes de Torrevieja, Torrevieja Público: 450 Árbitros: Jovandić, Sekulić |
| 10 Dezembro 2021 14:00 | Kondo 6 | (15–19)   | I. Ivancok 8 | Palacio de los Deportes de Torrevieja, Torrevieja Público: 450 Árbitros: Jovandić, Sekulić |
| 10 Dezembro 2021 14:00 | 2× 1×   | Relatório | 2×           | Palacio de los Deportes de Torrevieja, Torrevieja Público: 450 Árbitros: Jovandić, Sekulić |

| 10 Dezembro 2021 16:30 | Croácia    | 23–27     | Espanha  | Palacio de los Deportes de Torrevieja, Torrevieja Público: 2.200 Árbitros: Gasmi, Gasmi |
| 10 Dezembro 2021 16:30 | Blažević 7 | (9–12)    | Cabral 6 | Palacio de los Deportes de Torrevieja, Torrevieja Público: 2.200 Árbitros: Gasmi, Gasmi |
| 10 Dezembro 2021 16:30 | 7× 2×      | Relatório | 3×       | Palacio de los Deportes de Torrevieja, Torrevieja Público: 2.200 Árbitros: Gasmi, Gasmi |

| 12 Dezembro 2021 11:30 | Argentina  | 27–31     | Japão                       | Palacio de los Deportes de Torrevieja, Torrevieja Público: 500 Árbitros: Christiansen, Hansen |
| 12 Dezembro 2021 11:30 | Karsten 13 | (14–15)   | Aizawa, Nakayama, Hattori 7 | Palacio de los Deportes de Torrevieja, Torrevieja Público: 500 Árbitros: Christiansen, Hansen |
| 12 Dezembro 2021 11:30 | 3× 1×      | Relatório | 4×                          | Palacio de los Deportes de Torrevieja, Torrevieja Público: 500 Árbitros: Christiansen, Hansen |

| 12 Dezembro 2021 14:00 | Áustria  | 27–23     | Croácia  | Palacio de los Deportes de Torrevieja, Torrevieja Público: 850 Árbitros: Krichen, Makhlouf |
| 12 Dezembro 2021 14:00 | Kovács 7 | (15–10)   | Kalaus 6 | Palacio de los Deportes de Torrevieja, Torrevieja Público: 850 Árbitros: Krichen, Makhlouf |
| 12 Dezembro 2021 14:00 | 5× 2× 1× | Relatório | 3×       | Palacio de los Deportes de Torrevieja, Torrevieja Público: 850 Árbitros: Krichen, Makhlouf |

| 12 Dezembro 2021 16:30 | Espanha  | 27–24     | Brasil     | Palacio de los Deportes de Torrevieja, Torrevieja Público: 3.000 Árbitros: Sekulić, Jovandić |
| 12 Dezembro 2021 16:30 | Cabral 7 | (12–10)   | Quintino 6 | Palacio de los Deportes de Torrevieja, Torrevieja Público: 3.000 Árbitros: Sekulić, Jovandić |
| 12 Dezembro 2021 16:30 | 3×       | Relatório | 3×         | Palacio de los Deportes de Torrevieja, Torrevieja Público: 3.000 Árbitros: Sekulić, Jovandić |

## Fase final

### Chaveamento
|  | Quartas de Final | Quartas de Final |             |    | Semifinal      | Semifinal      |  |  | Final | Final |
|  |                  |                  |             |    |                |                |  |  |       |       |
|  | 15 Dezembro      |                  |             |    |                |                |  |  |       |       |
|  |                  |                  |             |    |                |                |  |  |       |       |
|  | França           | 31               |             |    |                |                |  |  |       |       |
|  | França           | 31               | 17 Dezembro |    |                |                |  |  |       |       |
|  | Suécia           | 26               |             |    |                |                |  |  |       |       |
|  | Suécia           | 26               | França      | 23 |                |                |  |  |       |       |
|  | 14 Dezembro      |                  | França      | 23 |                |                |  |  |       |       |
|  |                  | Dinamarca        | 22          |    |                |                |  |  |       |       |
|  | Dinamarca        | Dinamarca        | 22          | 30 |                |                |  |  |       |       |
|  | Dinamarca        |                  | 19 Dezembro | 30 |                |                |  |  |       |       |
|  | Brasil           | 25               |             |    |                |                |  |  |       |       |
|  | Brasil           | 25               | França      | 22 |                |                |  |  |       |       |
|  | 15 Dezembro      |                  | França      | 22 |                |                |  |  |       |       |
|  |                  | Noruega          | 29          |    |                |                |  |  |       |       |
|  | Noruega          | Noruega          | 29          | 34 |                |                |  |  |       |       |
|  | Noruega          | 17 Dezembro      |             | 34 |                |                |  |  |       |       |
|  | Federação Russa  | 28               |             |    |                |                |  |  |       |       |
|  | Federação Russa  | 28               | Noruega     | 27 |                |                |  |  |       |       |
|  | 14 Dezembro      |                  | Noruega     | 27 |                |                |  |  |       |       |
|  |                  | Espanha          | 21          |    | Terceiro Lugar | Terceiro Lugar |  |  |       |       |
|  | Espanha          | Espanha          | 21          | 26 | Terceiro Lugar | Terceiro Lugar |  |  |       |       |
|  | Espanha          |                  | 19 Dezembro | 26 |                |                |  |  |       |       |
|  | Alemanha         | 21               |             |    |                |                |  |  |       |       |
|  | Alemanha         | 21               | Dinamarca   | 35 |                |                |  |  |       |       |
|  |                  |                  |             |    |                |                |  |  |       |       |
|  | Espanha          | 28               |             |    |                |                |  |  |       |       |
|  | Espanha          | 28               |             |    |                |                |  |  |       |       |

### Quartas de Final
| 14 Dezembro 2021 13:30 | Dinamarca | 30–25     | Brasil     | Palau d'Esports de Granollers, Granollers Público: 1.220 Árbitros: Sekulić, Jovandić |
| 14 Dezembro 2021 13:30 | Nolsøe 6  | (14–13)   | Cardoso 10 | Palau d'Esports de Granollers, Granollers Público: 1.220 Árbitros: Sekulić, Jovandić |
| 14 Dezembro 2021 13:30 | 5× 1×     | Relatório | 4× 1×      | Palau d'Esports de Granollers, Granollers Público: 1.220 Árbitros: Sekulić, Jovandić |

| 14 Dezembro 2021 16:30 | Espanha  | 26–21     | Alemanha  | Palau d'Esports de Granollers, Granollers Público: 2.565 Árbitros: Christiansen, Hansen |
| 14 Dezembro 2021 16:30 | Campos 7 | (14–10)   | Maidhof 6 | Palau d'Esports de Granollers, Granollers Público: 2.565 Árbitros: Christiansen, Hansen |
| 14 Dezembro 2021 16:30 | 1× 2×    | Relatório | 3× 1×     | Palau d'Esports de Granollers, Granollers Público: 2.565 Árbitros: Christiansen, Hansen |

| 15 Dezembro 2021 13:30 | Noruega | 34–28     | Federação Russa             | Palau d'Esports de Granollers, Granollers Público: 870 Árbitros: Merz, Kuttler |
| 15 Dezembro 2021 13:30 | Mørk 9  | (19–15)   | Markova, Skorobogatchenko 4 | Palau d'Esports de Granollers, Granollers Público: 870 Árbitros: Merz, Kuttler |
| 15 Dezembro 2021 13:30 | 2× 1×   | Relatório | 3× 1×                       | Palau d'Esports de Granollers, Granollers Público: 870 Árbitros: Merz, Kuttler |

| 15 Dezembro 2021 16:30 | França                         | 31–26     | Suécia   | Palau d'Esports de Granollers, Granollers Público: 1.226 Árbitros: Alpaidze, Berezkina |
| 15 Dezembro 2021 16:30 | Toublanc, Lassource, Flippes 4 | (15–15)   | Hagman 9 | Palau d'Esports de Granollers, Granollers Público: 1.226 Árbitros: Alpaidze, Berezkina |
| 15 Dezembro 2021 16:30 | 3×                             | Relatório | 2×       | Palau d'Esports de Granollers, Granollers Público: 1.226 Árbitros: Alpaidze, Berezkina |

### Semifinal
| 17 Dezembro 2021 13:30 | França  | 23–22     | Dinamarca  | Palau d'Esports de Granollers, Granollers Público: 3.150 Árbitros: Álvarez, Bustamante |
| 17 Dezembro 2021 13:30 | Foppa 4 | (10–12)   | Haugsted 5 | Palau d'Esports de Granollers, Granollers Público: 3.150 Árbitros: Álvarez, Bustamante |
| 17 Dezembro 2021 13:30 | 1× 2×   | Relatório | 4× 2×      | Palau d'Esports de Granollers, Granollers Público: 3.150 Árbitros: Álvarez, Bustamante |

| 17 Dezembro 2021 16:30 | Noruega | 27–21     | Espanha  | Palau d'Esports de Granollers, Granollers Público: 3.150 Árbitros: Merz, Kuttler |
| 17 Dezembro 2021 16:30 | Mørk 8  | (11–11)   | Cabral 5 | Palau d'Esports de Granollers, Granollers Público: 3.150 Árbitros: Merz, Kuttler |
| 17 Dezembro 2021 16:30 | 3×      | Relatório | 2× 3×    | Palau d'Esports de Granollers, Granollers Público: 3.150 Árbitros: Merz, Kuttler |

### Decisão do 3º lugar
| 19 Dezembro 2021 10:30 | Dinamarca  | 35–28     | Espanha  | Palau d'Esports de Granollers, Granollers Público: 3.969 Árbitros: Konjičanin, Konjičanin |
| 19 Dezembro 2021 10:30 | Burgaard 7 | (16–13)   | Martín 6 | Palau d'Esports de Granollers, Granollers Público: 3.969 Árbitros: Konjičanin, Konjičanin |
| 19 Dezembro 2021 10:30 | 3× 1×      | Relatório | 4× 1×    | Palau d'Esports de Granollers, Granollers Público: 3.969 Árbitros: Konjičanin, Konjičanin |

### Final
| 19 Dezembro 2021 13:30 | França   | 22–29     | Noruega   | Palau d'Esports de Granollers, Granollers Público: 4.316 Árbitros: Alpaidze, Berezkina |
| 19 Dezembro 2021 13:30 | Pineau 4 | (16–12)   | Reistad 6 | Palau d'Esports de Granollers, Granollers Público: 4.316 Árbitros: Alpaidze, Berezkina |
| 19 Dezembro 2021 13:30 | 4× 1×    | Relatório | 3× 2×     | Palau d'Esports de Granollers, Granollers Público: 4.316 Árbitros: Alpaidze, Berezkina |

## Classificação Final
As posições de 1º a 4º e de 25º a 32º serão decididas por play-off. Os perdedores das quartas de final serão classificados entre 5º e 8º de acordo com as colocações na rodada principal, pontos ganhos e saldo de gols. As equipes que terminam em terceiro na fase principal são classificadas de 9º a 12º, as equipes que terminam em quarto na fase principal são classificadas de 13º a 16º, as equipes que terminam em quinto lugar na fase principal são classificadas de 17º a 20º e as equipes classificadas em sexto são classificadas de 21º a 24º. Em caso de empate na pontuação obtida, será levado em consideração a diferença de gols da rodada principal e, posteriormente, o número de gols marcados. Se as equipes ainda estiverem empatadas, o número de pontos ganhos na fase preliminar será considerado seguido pela diferença de gols e, em seguida, o número de gols marcados na fase preliminar.
| Rank | Seleção         |
| ---- | --------------- |
| 1    | Noruega         |
| 2    | França          |
| 3    | Dinamarca       |
| 4    | Espanha         |
| 5    | Suécia          |
| 6    | Brasil          |
| 7    | Alemanha        |
| 8    | Federação Russa |
| 9    | Países Baixos   |
| 10   | Hungria         |
| 11   | Japão           |
| 12   | Sérvia          |
| 13   | Romênia         |
| 14   | Coreia do Sul   |
| 15   | Polônia         |
| 16   | Áustria         |
| 17   | Eslovênia       |
| 18   | Croácia         |
| 19   | Chéquia         |
| 20   | Porto Rico      |
| 21   | Argentina       |
| 22   | Montenegro      |
| 23   | Congo           |
| 24   | Cazaquistão     |
| 25   | Angola          |
| 26   | Eslováquia      |
| 27   | Tunísia         |
| 28   | Camarões        |
| 29   | Paraguai        |
| 30   | Uzbequistão     |
| 31   | Irã             |
| 32   | China           |

|  | Classificada para o Campeonato Mundial de Handebol Feminino de 2023 |

| Campeãs Mundiais Femininas de Handebol 2021 · Noruega · Quarto Título Elenco: Henny Reistad, Emilie Hegh Arntzen, Veronica Kristiansen, Nora Mørk, Stine Bredal Oftedal, Malin Aune, Silje Solberg, Kari Brattset Dale, Vilde Ingstad, Katrine Lunde, Moa Högdahl, Marit Røsberg Jacobsen, Camilla Herrem, Sanna Solberg-Isaksen, Kristine Breistøl, Emilie Hovden, Rikke Granlund, Maren Nyland Aardahl. · Treinador: Thorir Hergeirsson. |

| Posição               | Jogadora           |
| --------------------- | ------------------ |
| Jogadora mais valiosa | Kari Brattset Dale |
| Goleira               | Sandra Toft        |
| Ponta direita         | Carmen Martín      |
| Armadora direita      | Nora Mørk          |
| Armadora central      | Grâce Zaadi Deuna  |
| Armadora esquerda     | Henny Reistad      |
| Ponta esquerda        | Coralie Lassource  |
| Pivô                  | Pauletta Foppa     |

## Estatísticas
| Rank | Nome               | Gols | Chutes | %  |
| ---- | ------------------ | ---- | ------ | -- |
| 1    | Nathalie Hagman    | 71   | 91     | 78 |
| 2    | Alexandrina Cabral | 44   | 81     | 54 |
| 3    | Irina Alexandrova  | 43   | 87     | 49 |
| 3    | Elke Karsten       | 43   | 73     | 59 |
| 3    | Patricia Kovács    | 43   | 74     | 58 |
| 3    | Nora Mørk          | 43   | 62     | 69 |
| 7    | Cyrielle Ebanga    | 41   | 79     | 52 |
| 7    | Jovanka Radičević  | 41   | 56     | 73 |
| 9    | Bo van Wetering    | 40   | 50     | 80 |
| 10   | Kari Brattset Dale | 38   | 46     | 83 |
| 10   | Albertina Kassoma  | 38   | 42     | 90 |
| 10   | Henny Reistad      | 38   | 60     | 63 |

| Rank | Nome                 | %  | Defesas | Chutes |
| ---- | -------------------- | -- | ------- | ------ |
| 1    | Althea Reinhardt     | 50 | 71      | 141    |
| 2    | Yara ten Holte       | 44 | 24      | 54     |
| 3    | Sandra Toft          | 43 | 80      | 188    |
| 4    | Kristina Graovac     | 40 | 26      | 65     |
| 4    | Tess Wester          | 40 | 72      | 181    |
| 6    | Marta Alberto        | 37 | 43      | 115    |
| 7    | Johanna Bundsen      | 36 | 20      | 56     |
| 7    | Mercedes Castellanos | 36 | 50      | 137    |
| 7    | Silvia Navarro       | 36 | 64      | 179    |
| 7    | Viktória Oguntoyová  | 36 | 38      | 107    |
| 7    | Silje Solberg        | 36 | 45      | 124    |

| Rank | Nome                 | Total |
| ---- | -------------------- | ----- |
| 1    | Patricia Kovács      | 46    |
| 2    | Larissa Nusser       | 45    |
| 2    | Jamina Roberts       | 45    |
| 4    | Nora Mørk            | 44    |
| 5    | Natsuki Aizawa       | 42    |
| 5    | Stine Bredal Oftedal | 42    |
| 5    | Lee Mi-gyeong        | 42    |
| 8    | Grâce Zaadi Deuna    | 41    |
| 9    | Itana Grbić          | 39    |
| 10   | Marizza Faría        | 36    |
| 10   | Kristina Jørgensen   | 36    |
| 10   | Adjani Ngouoko       | 36    |

| Rank | Nome                 | Total | Average |
| ---- | -------------------- | ----- | ------- |
| 1    | Line Haugsted        | 19    | 2.1     |
| 2    | Liliana Venâncio     | 15    | 2.1     |
| 3    | Kelly Dulfer         | 12    | 2.0     |
| 4    | Tamires de Araújo    | 10    | 1.4     |
| 5    | Kari Brattset Dale   | 9     | 1.0     |
| 5    | Kristine Breistøl    | 9     | 1.0     |
| 7    | Daniela de Jong      | 8     | 1.1     |
| 7    | Albertina Kassoma    | 8     | 1.1     |
| 9    | Karina dos Santos    | 7     | 1.0     |
| 9    | Béatrice Edwige      | 7     | 0.8     |
| 9    | Irene Espínola Perez | 7     | 0.8     |
| 9    | Marija Petrović      | 7     | 1.2     |
| 9    | Danick Snelder       | 7     | 1.2     |
| 9    | Yvette Yuoh          | 7     | 1.0     |